# Itame fusca
Itame fusca là một loài bướm đêm trong họ Geometridae.